# Kluuvi

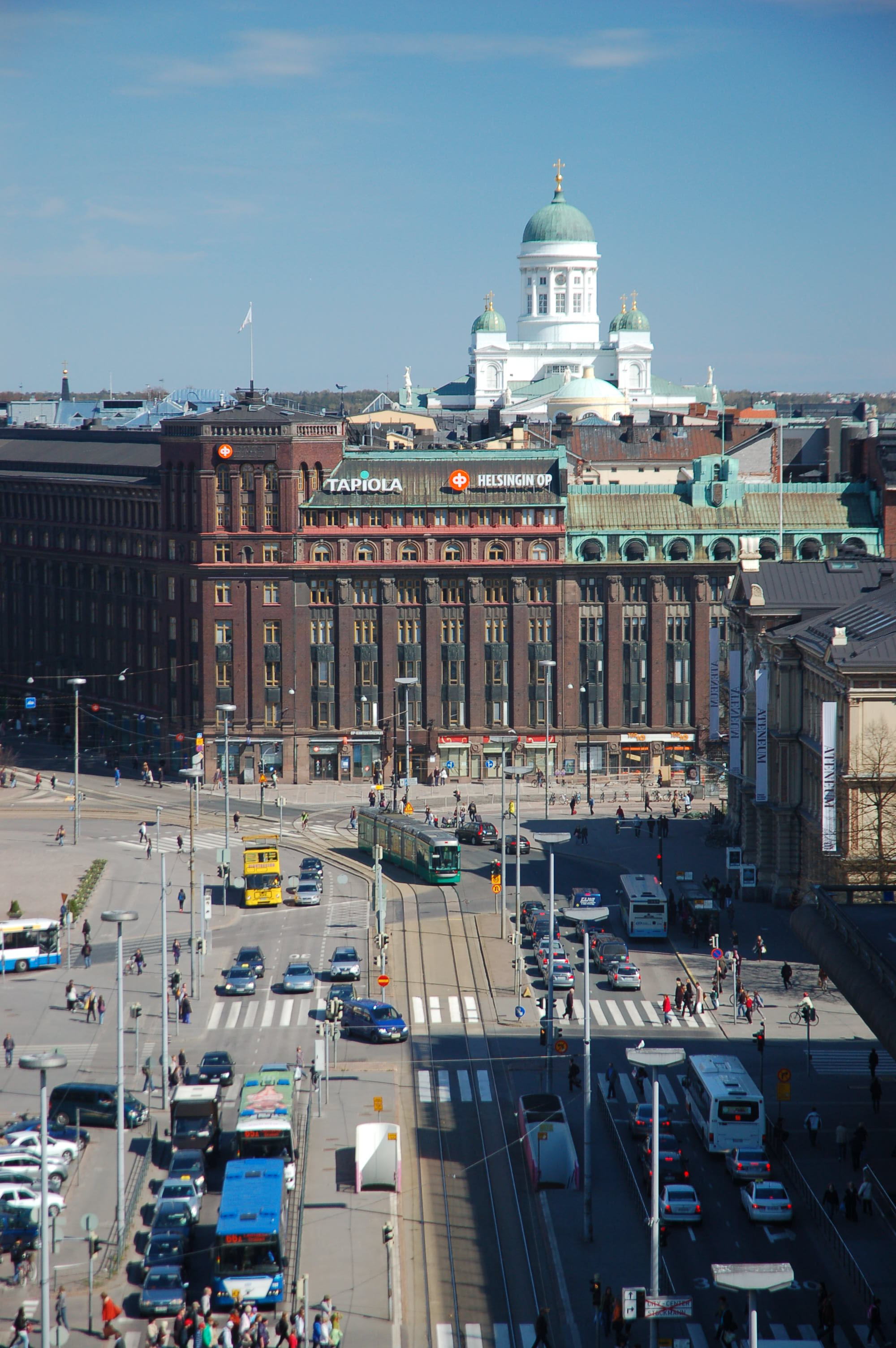
Vue de la rue Kaivokatu à Kluuvi,
en face de la gare.

Kluuvi (en suédois : Gloet) est un quartier dans le district de Vironniemi à Helsinki en Finlande.

## Description
Le quartier de Kluuvi a une superficie de 0,93 km2, sa population s'élève à 424 habitants(1.1.2010) et il offre 22 764 emplois (31.12.2008).
Ce nom officiel est très rarement employé par les habitants d’Helsinki, ils parlent plutôt du « Centre » (keskusta) ou du « cœur » (ydinkeskusta). À Kluuvi on trouve entre autres la gare centrale d'Helsinki, l'ancienne poste centrale d'Helsinki, le grand magasin Stockmann, le grand magasin Sokos, le World Trade Center, le centre commercial Kluuvi, le théâtre national de Finlande ou le musée Ateneum.

## Étymologie
Le nom kluuvi (suédois : glo, vient de kluuviflada qui signifie baie basse et en voie de disparition. Au XIXe siècle à l'emplacement actuel du quartier se trouvait encore la baie longue et étroite nommée Kluuvinlahti qui s'écoulait dans  la baie de Töölönlahti près du parc de l'Esplanade. Au Moyen Âge un détroit reliait Töölönlahti à la place actuelle du port Eteläsatama et transformait en îles Kruununhaka et Katajanokka.
Dans les années 1640, quand Helsinki est transférée vers sa position actuelle, en conséquence du Rebond post-glaciaire le détroit s'est déjà refermé pour former la baie de Kluuvinlahti. Et l’île qui se situait sur sa partie sud s'est transformée en  péninsule qui reçoit le nom de Vironniemi.
La baie devient marécageuse et elle est comblée au XVIIIe siècle. Une odeur d'algues pourries peut encore être sentie sur les sites en construction.

## Histoire
Au XVIIIe siècle les bourgeois autorisent de combler la baie marécageuse de Kluuvinlahti et de la mettre en culture. La comblement ne débute cependant qu'au XIXe siècle quand la nouvelle capitale a besoin de terrains de construction. Le plan d'urbanisme réalisé en 1812 par Johan Albrecht Ehrenström prévoit déjà de combler la plus grande partie de la baie. Dans les années 1830-1840 on commence à construire sur des parcelles situées le long de la rue Aleksanterinkatu . 
Dans les années 1850-1860 on construit la gare centrale et d'autres bâtiments autour de la place Rautatientori.
Au XIXe siècle la partie septentrionale de Töölönlahti avait sa forme actuelle. Dans les années 1920-1930 on projette de remplir complètement la baie de Töölönlahti mais cela ne se réalisera pas.

## Galerie

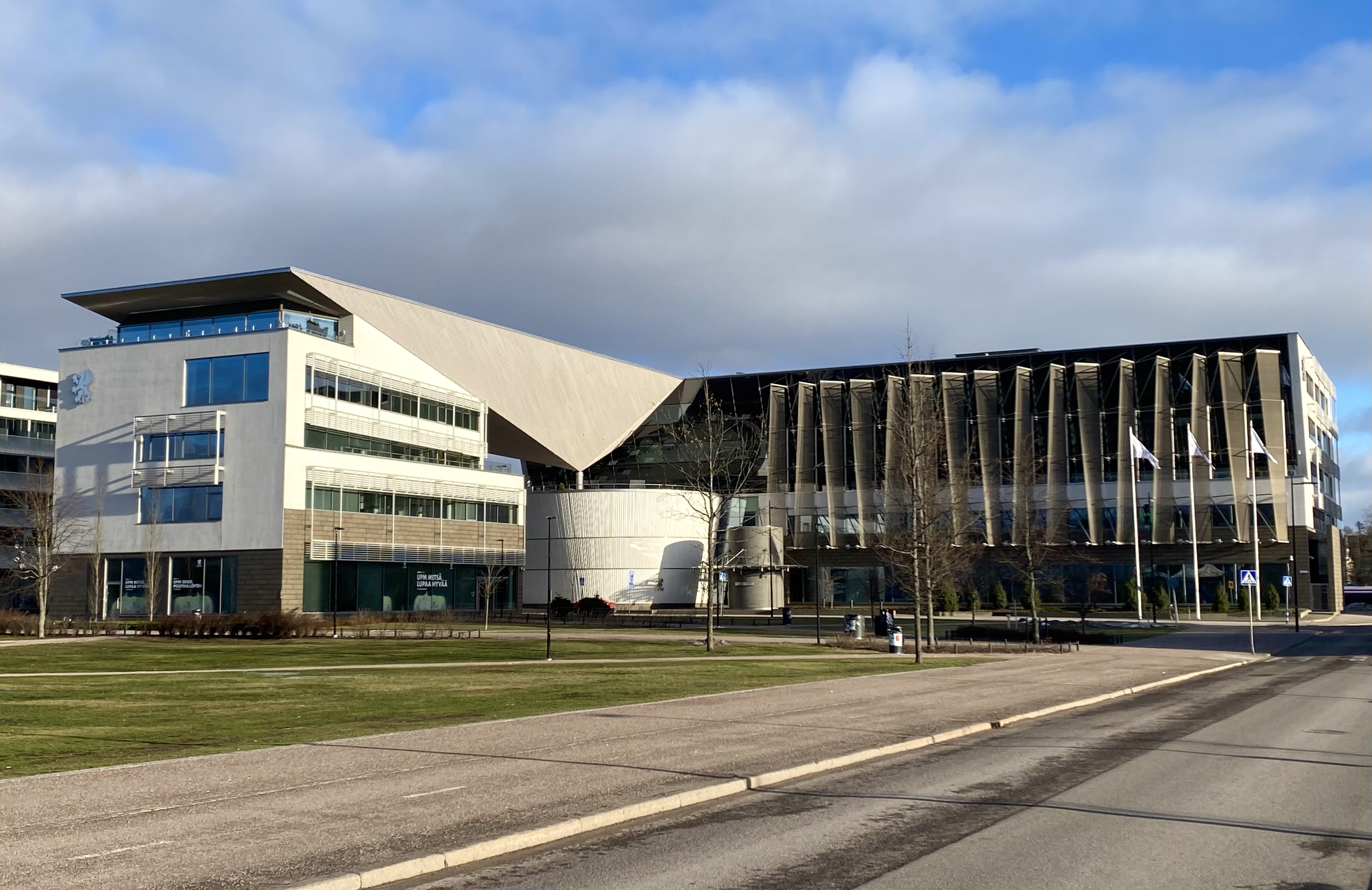
Biofore-talo
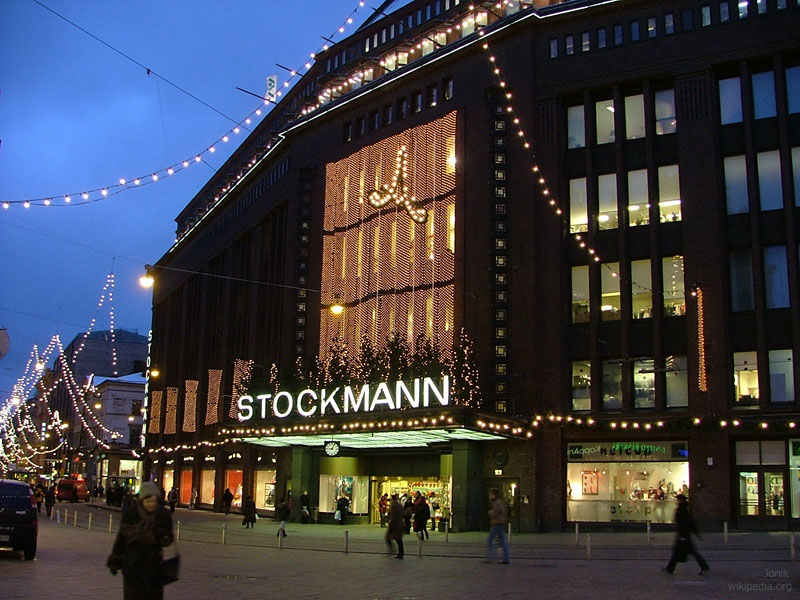
Le grand magasin Stockmann.
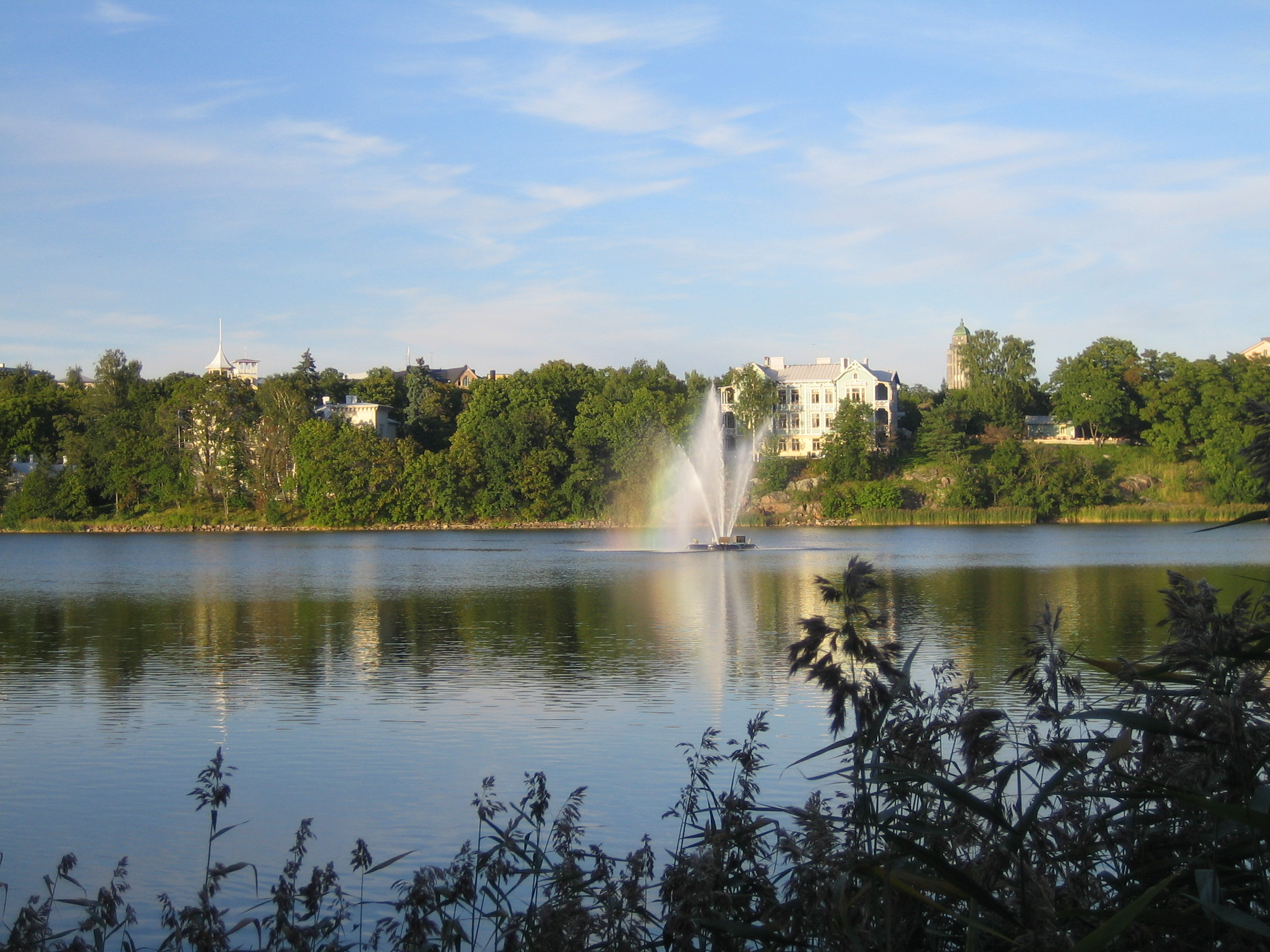
La baie Töölönlahti.
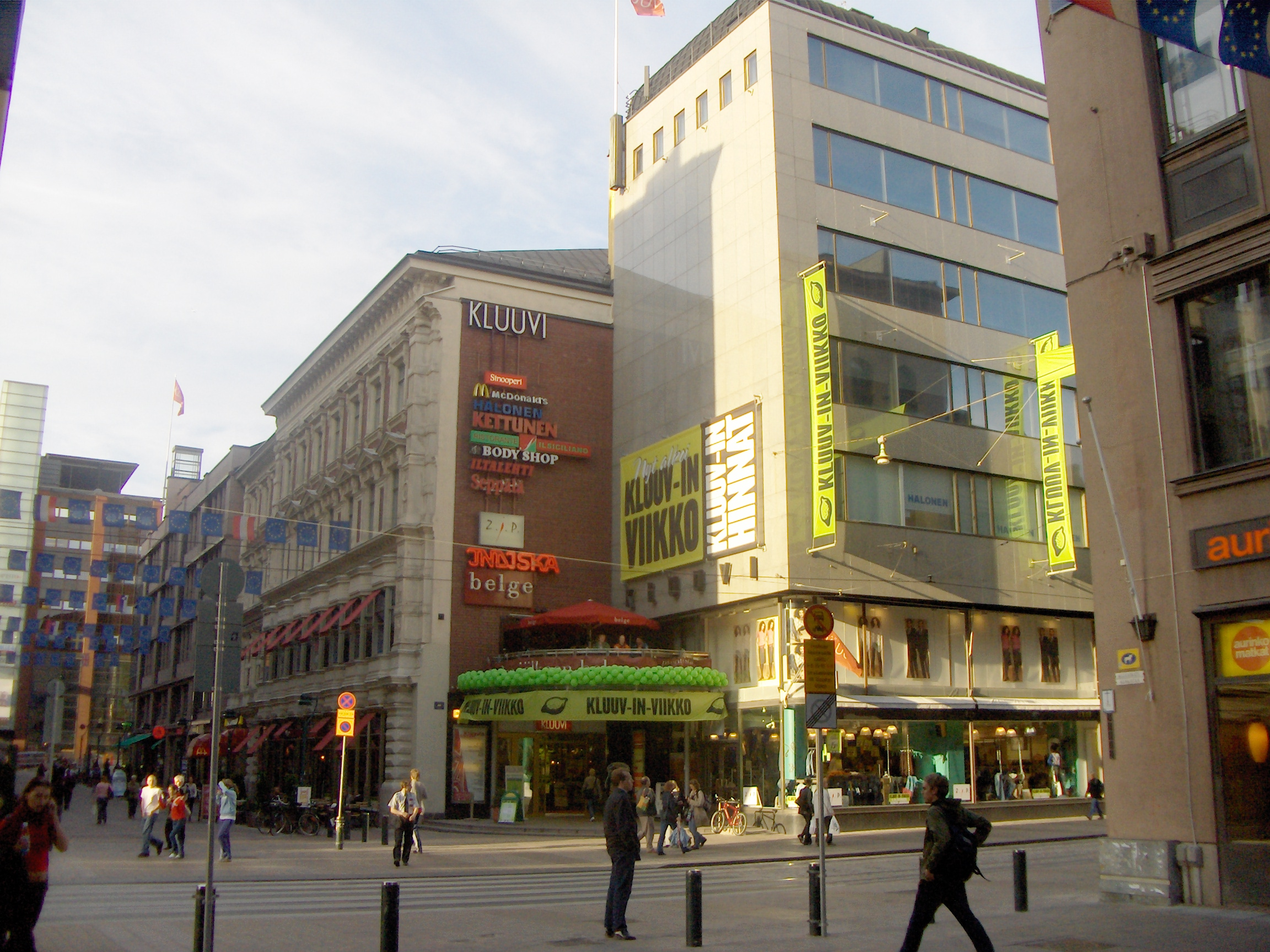
Le centre commercial Kluuvi.